# Oued Tafna
Der Oued Tafna (arabisch وادي تافنة; Zentralatlas-Tamazight ⵜⴰⴼⵏⴰ, auch Wadi Tafna) ist mit einer Länge von 170 km und einem Einzugsgebiet von 7245 km² einer der wichtigsten Flüsse Algeriens.

## Verlauf
Der Oued Tafna entspringt an den Flanken des Djebel Merchiche in den Monts de Tlemcen nördlich der Stadt Sebdou in einer Höhe von ca. 867 m (schwankend). In zahlreichen Windungen durchquert er die Berge der Provinz Tlemcen und die Küstenebene der Provinz Ain Temouchent und mündet gegenüber der Insel Rachgoun ins Mittelmeer.

## Hydrometrie
Die Durchflussmenge des Tafna wurde an der hydrologischen Station Pierre du Chat bei dem größten Teil des Einzugsgebietes, über die Jahre 1987 bis 2012 gemittelt, gemessen (in m³/s).

## Zuflüsse und Stauseen
Der Oued Tafna hat mehrere Zuflüsse (Oued Mouillah und Oued Isser sind die größten) und ist insgesamt fünfmal gestaut.

## Erosion im Einzugsgebiet
Durch die unregelmäßigen Niederschläge und die spärliche Vegetation, sowie das unregelmäßige Relief, gehört Nordwestalgerien zu den Regionen, die am stärksten von Bodenerosion  betroffen sind. Im Falle des Tafna, sind das 301 bis 406 t Sediment pro km² Einzugsgebiet im Jahr.

## Geschichte
Der Oued Tafna war bereits in römischer Zeit bekannt. Im 11. Jahrhundert wird der Fluss vom Geographen El Bekri erwähnt.
Vom 26. bis 28. Januar 1836 fanden hier Kämpfe zwischen den Kabylen und den Franzosen statt. Am 30. Mai 1837 wurde – nach diesen vorausgegangenen kriegerischen Auseinandersetzungen – der „Vertrag von Tafna“ zwischen dem algerischen Freiheitskämpfer Abd el-Kader und dem französischen General Bugeaud geschlossen.

## Sehenswürdigkeiten
Nahe der Mündung des Oued Tafna befinden sich die spärlichen Ruinen der einstigen römischen Hafenstadt Siga.